# Шунди
Шунди — (чечен. Шуьнда) — небольшой посёлок, располагается в Шундинской котловине, низовьях р. Гешичу (левого притока р. Чанты-Аргун) Итум-Калинского района Чеченской Республики, основной объект которого — боевая башня «Меци-БIов» и полуразрушенный некрополь из каменных гробниц. Покинутый населённый пункт, высота центра 1180 метров.
Башня высотой 16 метров правильно вписана в окружающий оригинальный рельеф, который сложен из глинистых сланцев. На восточной стене башни можно увидеть петроглифы — спиралевидные и солярные знаки.